# 장경범
장경범(張慶範, 1898년 3월 11일 ~ 1972년 1월 30일)은 대한민국의 독립운동가이다.
본관은 덕수(德水)이고 호(號)는 산남(山南)·은우(恩祐·隱雨)이며 아명(兒名)은 장재식(張渽湜)·장진영(張晉榮)·장원영(張元英)이고 1903년 장경범(張慶範)으로 개명(改名)하였다.

## 생애

### 독립 운동
경기도 개성(開城)에서 출생하였으며 지난날 한때 황해도 해주에서 잠시 유아기를 보낸 적이 있는 그는 1919년 3월 29일 밤에 경기도 개풍군(開豊郡) 상도면(上道面) 상도리(上道里)와 대성면(大聖面) 풍덕리(豊德里) 일대에서 이기춘(李起春)·신선명(申善明) 등과 같이 주민 300여명을 규합하여 대한 삼월 독립 만세 시위를 주동하였으며, 또한 동일 일제 관헌들의 통신망을 절단하기 위하여 개성부(開城府)과 개풍 광덕리(開豊 光德里) 사이의 전신주 3본을 파손하다가 끝내 일경에 피체되었다. 1919년 5월 22일 경성지방법원에서 징역 3년 6월형을 받았으며, 동년 7월 28일 경성복심법원에 공소하여 징역 2년형이 되었고, 동년 10월 16일 경성고등법원에 상고하였으나 기각되어 옥고를 치렀으며 1921년에 만기출감하였다.
그 이후 1922년에서 1929년까지 한국독립당 초급행정위원 직을 지냈고 1945년 자유중화민국 타이완 타이베이에서 와이셔츠 공장 중급 직공으로 일하던 중 타이베이에서 8.15 광복을 목도하였으며 1946년 5월 조선국 고국 서울에 귀국한 그는 1946년 12월에서 1968년 12월까지 한국독립당 당무위원 겸 대표상임위원 직을 지냈다.
그의 유해는 대한민국 국립 대전현충원에 안장되어 있다.

## 사후
대한민국 정부에서는 고인의 공훈을 기리고자 1986년 대한민국 대통령 표창장을, 1990년에 대한민국 건국훈장 애족장을 각각 추서하였다.